# Tambinia bizonata
Tambinia bizonata är en insektsart som beskrevs av Matsumura 1914. Tambinia bizonata ingår i släktet Tambinia och familjen Tropiduchidae. Inga underarter finns listade i Catalogue of Life.